# Beatrice Harraden
Beatrice Harraden, född 24 januari 1864, död 5 maj 1936, var en brittisk författare och suffragett.
Harraden skrev ett flertal romaner i den känslosamma stilen, däribland Davosskildringen Ships that pass in the night (1893), som vann vidsträckt popularitet, samt Katherine Frensham (1903) och Out of the Wreck I Rise (1912).
Harraden var engagerad i Women's Social and Political Union (WSPU).